# Albion (villa)
Albion es una villa ubicada en el condado de Orleans en el estado estadounidense de Nueva York. En el año 2000 tenía una población de 7438 habitantes y una densidad poblacional de 957 personas por km².

## Geografía
Albion se encuentra ubicada en las coordenadas 43°14′46″N 78°11′37″O / 43.24611, -78.19361.

## Demografía
Según la Oficina del Censo en 2000 los ingresos medios por hogar en la localidad eran de $35 313, y los ingresos medios por familia eran $48 083. Los hombres tenían unos ingresos medios de $33 250 frente a los $24 327 para las mujeres. La renta per cápita para la localidad era de $17 712. Alrededor del 8.2% de la población estaban por debajo del umbral de pobreza.